# Adrien Dassier
Pour les articles homonymes, voir Dassier.

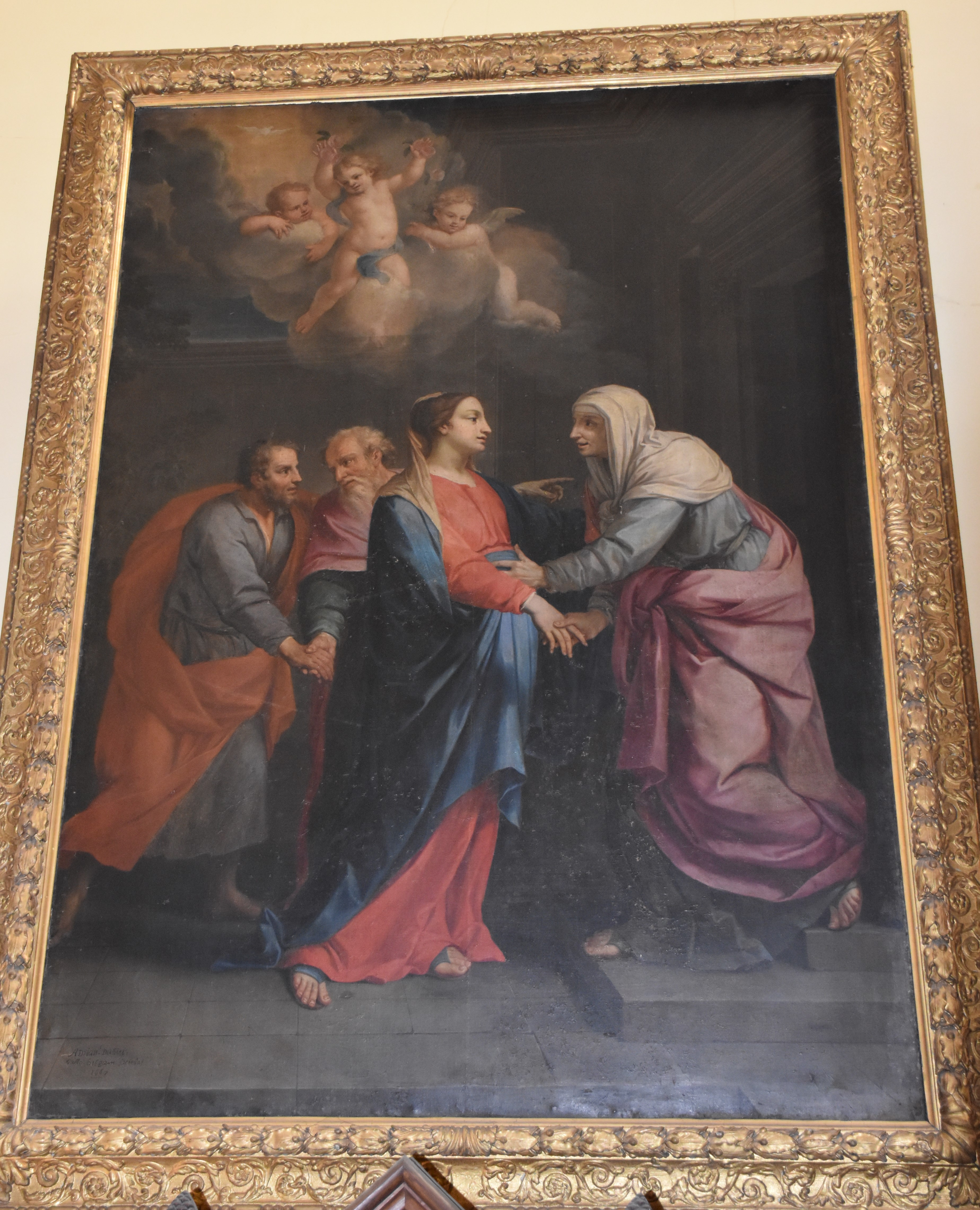
La Visitation (1667), Lyon, église Saint-Pierre-aux-Liens de Vaise

Adrien Dassier, né à Lyon en 1630 et mort dans la même ville en 1688, est un peintre français.

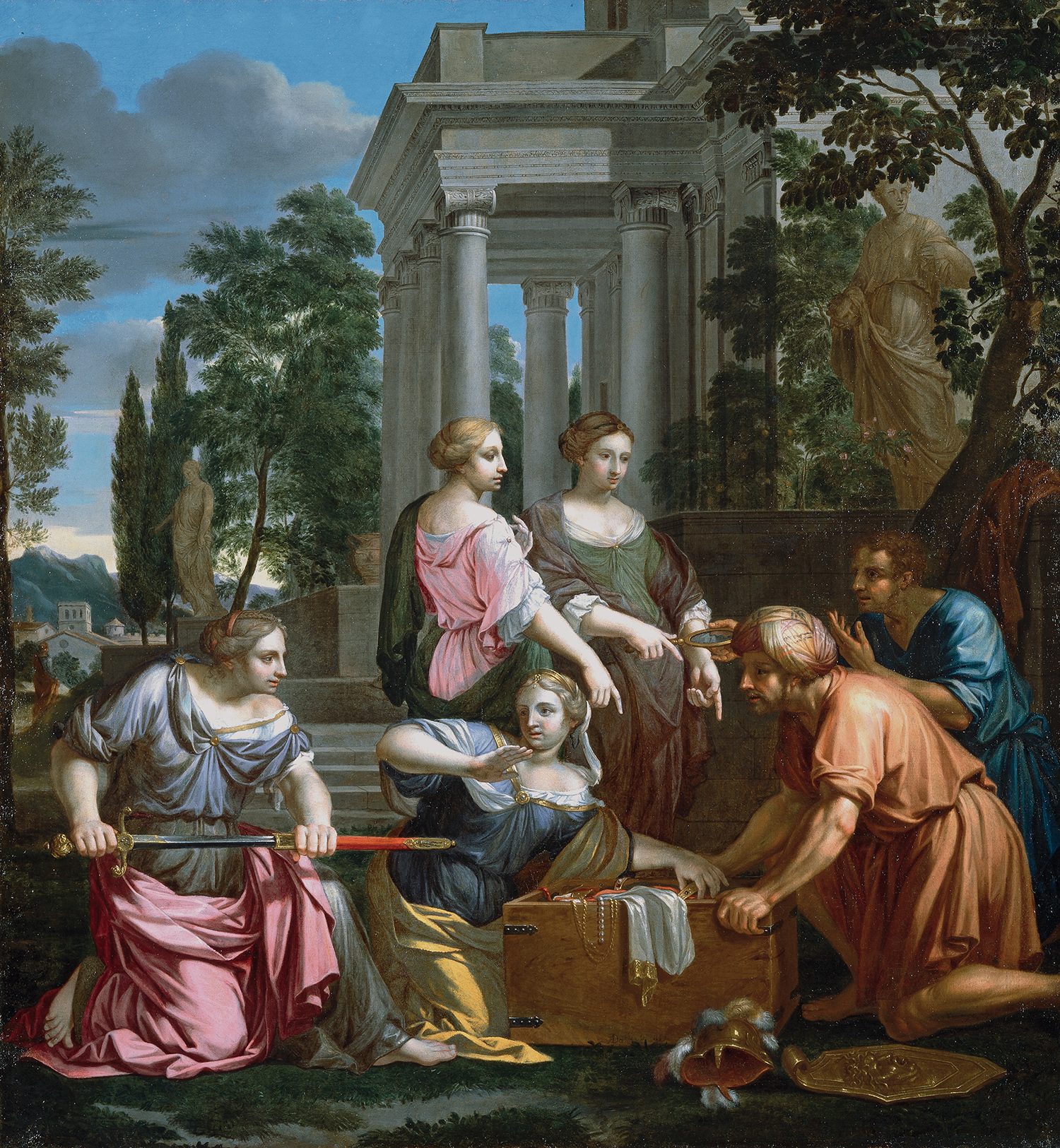
Achille parmi les filles de Lycomède (1669), musée des Beaux-Arts de Lyon.

## Biographie
Adrien Dassier, fils de Pierre Dassier, est né à Lyon ; il est d’origine flamande. Il épouse la fille d’un marchand, Anne Houwaart. 
Il est fortement influencé par la peinture italienne qu’il maîtrise avec brio, bien que l’on n’ait aucune preuve d’un quelconque voyage en Italie. Ses commandes sont essentiellement religieuses, de la part de l’Église et des couvents de la ville de Lyon. Il reçoit une commande pour six tableaux illustrant la vie de la Vierge, destinés à décorer les murs de l'abside de l'église Saint-Nizier : le seul encore connu et représentant la Visitation est conservé dans l’église Saint-Pierre de Vaise.
Il va peindre des portraits, des décors de plafonds, des marques de fabrique pour quelques grands marchands comme Jean Hubert ou Guillaume Puylata. 
Il meurt en 1689, la même année que Thomas Blanchet (il a fait le plafond de l’Hôtel de Ville à Lyon).

## Œuvres
On peut lui attribuer plus d’une quarantaine d’œuvres, avec une localisation géographique dispersée dans Lyon, au Metropolitan Museum de New York, à l’Institut Courtaud à Londres, au Musée de Darmstadt ou d’Orléans.
- Saint Jacques et saint Philippe, huile sur toile, 1668, Annonay, chapelle de Trachin[2].
- La Visitation, huile sur toile, Lyon, Église Saint-Pierre-aux-Liens de Vaise.
- Le baptême du Christ, huile sur toile, Lyon ; église Notre-Dame Saint-Vincent[3].

### En collection publique
Aux États-Unis
- Le Repos pendant la fuite en Égypte, dessin, 1666, 41,7 × 26,5 cm, New York, Metropolitan Museum of Art[4].

En France
- Saint Jérôme, huile sur toile, entre 1670 et 1679, Bourg-en-Bresse, musée municipal, monastère de Brou[5].
- Achille parmi les filles de Lycomède, huile sur toile, 1669, 127 × 117 cm, Lyon, musée des Beaux-Arts[6].
- Le Songe de Jacob, 1666, 47 × 59 cm, Lyon, musée des Beaux-Arts[7],[8].